# Jake Gosling
Jake Gosling (* 11. August 1993 in Oxford, England) ist ein Fußballspieler für Gibraltar. Der Mittelfeldspieler steht aktuell bei Bristol Manor Farm unter Vertrag.

## Karriere

### Verein
Gosling wurde mit zehn Jahren von Swindon Town in die Jugend aufgenommen, ein Jahr später wechselte er zu Plymouth Argyle, nachdem seine Familie nach Newquay umzog. Mit 16 wurde er von Plymouth freigestellt und besuchte das Hartpury College. Während seiner Zeit auf dem College bekam er von Exeter City ein Angebot für die Jugendmannschaft und nahm es an. Im April 2012 wurde er in den Profikader aufgenommen, seinen ersten Profi-Einsatz machte er am 12. Januar 2013, bei einem Spiel gegen Southend United, als er beim Stand von 3:0 für Steve Tully eingewechselt wurde. Sein erstes Tor erzielte er beim 3:0-Sieg gegen Northampton Town in der 4. Liga.
2014 wurde er an Gloucester City ausgeliehen und erzielte dort in zwölf Einsätzen drei Tore.

#### Bristol Rovers
Nach Ende der Leihfrist gab Gosling bekannt, dass er Exeter verlassen wird und wechselte am 24. Juni 2014 zu Bristol Rovers.
Dort spielte er 23 Spiele innerhalb der Liga und schoss drei Tore. Im Juni 2015 unterschrieb er einen neuen Vertrag.
Am 26. Februar wurde er für einen Monat an Newport County verliehen wo er fünf Spiele absolvierte.
Im August 2016 wechselte er auf Leihbasis für sechs Monate zu Cambridge United. Diese Leihe endete jedoch nach sieben Einsätzen.
Am 16. Januar 2017 wurde er abermals an Forest Green Rovers verliehen.

#### Torquay United
Am 6. Juni 2017 wurde bekanntgegeben, das Gosling zu Torquay United wechselte.

#### Sporting Khalsa
Er unterschrieb im Jahr 2019 für Sporting Khalsa und debütierte am 23. November 2019.

#### Bristol Manor Farm
Im November 2021 schloss sich Gosling dem Verein Bristol Manor Farm an.

### Nationalmannschaft
Im Januar 2014 wurde bekannt, dass Gosling berechtigt ist, für die gibraltarische Nationalmannschaft spielen zu dürfen. Er wurde vom Trainer Allen Bula berücksichtigt und in den Kader berufen. Gosling machte sein Debüt für die Nationalmannschaft gegen Estland. Er stand in der Anfangsformation und erzielte ein Tor, das Spiel endete 1:1. Gleichzeitig war dieses Tor Gibraltars erstes Auswärtstor, seit der Aufnahme in die UEFA.
Am 7. September 2015 wurde er Gibraltars erfolgreichster Torschütze, als er bei der 1:8-Auswärtsniederlage gegen Polen in der Qualifikation zur UEFA-Euro 2016 das Tor für Gibraltar erzielte. Mit diesem Tor wurde er auch zum ersten Spieler Gibraltars, der auf internationaler Ebene mehr als ein Tor erzielte.